# شلدورف (زاکسن-آنهالت)
شلدورف (به آلمانی: Schelldorf) یک منطقهٔ مسکونی در آلمان است که در تانگرهوته واقع شده‌است. شلدورف ۱۲۲ نفر جمعیت دارد.